# Anthene hobleyi
Anthene hobleyi är en fjärilsart som beskrevs av Sheffield Airey Neave 1904. Anthene hobleyi ingår i släktet Anthene och familjen juvelvingar. Inga underarter finns listade i Catalogue of Life.

## Bildgalleri

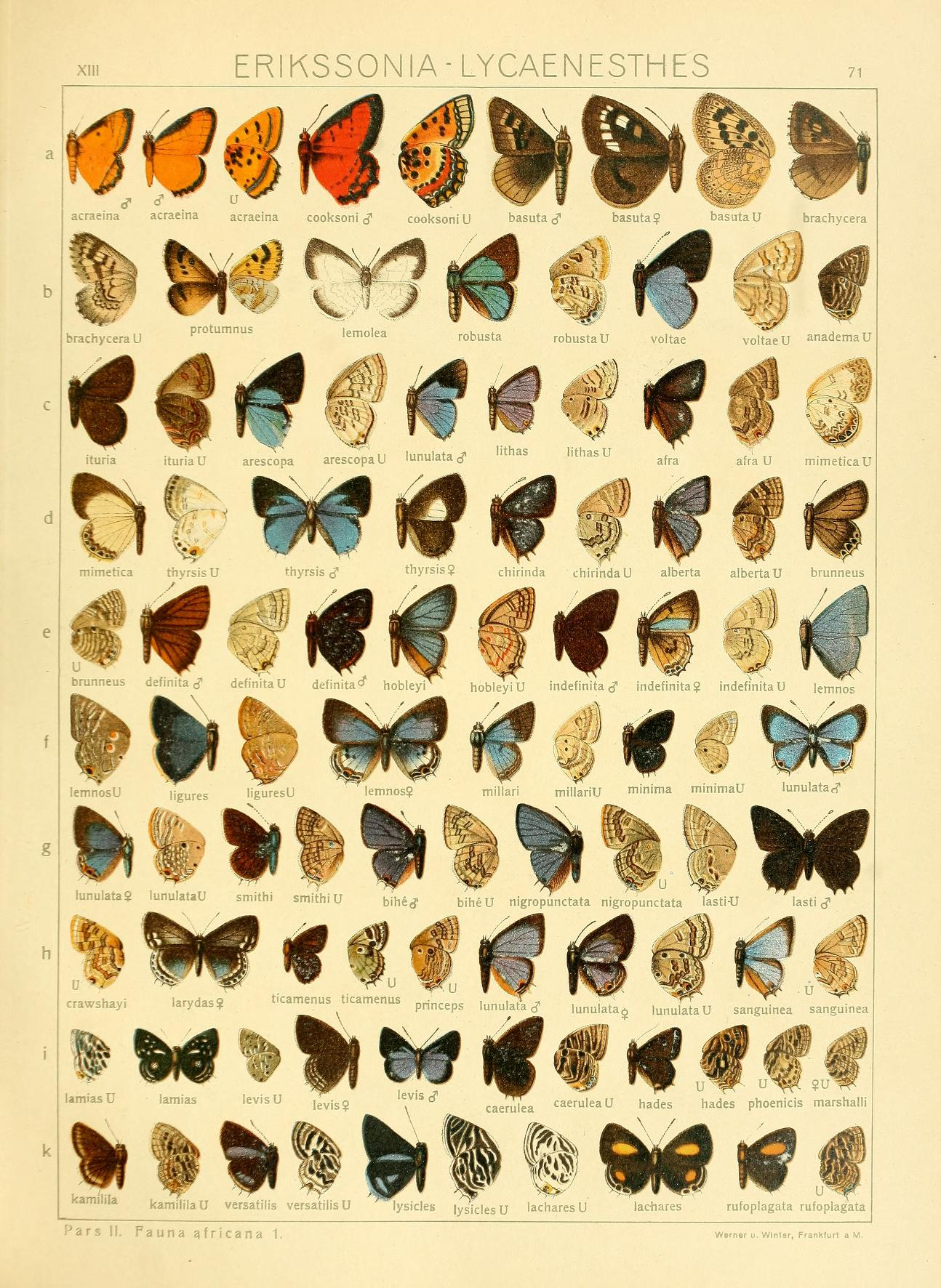